# ディラン・ペン
ディラン・ペン（Dylan Frances Penn、1991年4月13日 - ）は、アメリカ合衆国の女優、モデル。

## 来歴
ロサンゼルス出身。父親は俳優・映画監督のショーン・ペン、母親は女優のロビン・ライト。
高校卒業後、ウェイトレスやピザの配達、広告代理店のインターンなどを経験、2013年からモデルとして、イタリア版VOGUEやGQ、ELLE、アパレルブランドGAPの広告などに登場。
2015年に映画Condemnedで女優デビュー、父・ショーンが監督した2021年の映画『フラッグ・デイ 父を想う日』で父子初共演した。

## 主な出演作品
| 公開年 | 邦題 原題                                                 | 役名                     | 備考           |
| ------ | --------------------------------------------------------- | ------------------------ | -------------- |
| 2015   | Condemned                                                 | Maya                     | 女優デビュー作 |
| 2016   | エルヴィスとニクソン 〜写真に隠された真実〜 Elvis & Nixon | ダイアン                 |                |
| 2021   | フラッグ・デイ 父を想う日 Flag Day                        | ジェニファー・ヴォーゲル |                |
| 2022   | Signs of Love                                             | Patty                    |                |
| 2022   | Who Invited Charlie?                                      | Jess                     |                |